# 23丁目駅 (パストレイン)
23丁目駅（23ちょうめえき、英: 23rd Street）はマンハッタン区の23丁目と6番街交差点に位置するパストレインの駅。

## 駅構造
| G                             | 地上階                       | 出入口 |
| B1 6番街線/パストレインホーム | 西改札階                     | 改札口、メトロカード自動券売機 |
| B1 6番街線/パストレインホーム | 相対式ホーム、右側ドアが開く | |
| B1 6番街線/パストレインホーム | 6番街線 南行緩行線           | ← コニー・アイランド-スティルウェル・アベニュー駅行き（14丁目駅） ← 平日：ミドル・ヴィレッジ-メトロポリタン・アベニュー駅行き（14丁目駅）         |
| B1 6番街線/パストレインホーム | 相対式ホーム、右側ドアが開く | |
| B1 6番街線/パストレインホーム | PATH南行線                   | ← HOB–33 ホーボーケン駅行き（14丁目駅） ← JSQ–33 ジャーナル・スクエア駅行き（14丁目駅） ← JSQ–33 (via HOB) ジャーナル・スクエア駅行き（14丁目駅） |
| B1 6番街線/パストレインホーム | PATH北行線                   | → HOB–33 33丁目駅行き（終点） → → JSQ–33 33丁目駅行き（終点） → → JSQ–33 (via HOB) 33丁目駅行き（終点） →                                         |
| B1 6番街線/パストレインホーム | 相対式ホーム、右側ドアが開く | |
| B1 6番街線/パストレインホーム | 6番街線 北行緩行線           | → ジャマイカ-179丁目駅行き（34丁目-ヘラルド・スクエア駅） → → 平日：フォレスト・ヒルズ-71番街駅行き（34丁目-ヘラルド・スクエア駅） →              |
| B1 6番街線/パストレインホーム | 相対式ホーム、右側ドアが開く | |
| B1 6番街線/パストレインホーム | 東改札口                     | 改札口、駅員詰所、メトロカード自動券売機 |
| B2                            | -                            | パストレイン改札口 |
| B3 下層階                     | 6番街線 南行急行線           | ← 通過 |
| B3 下層階                     | 6番街線 北行急行線           | → 通過 → |

1908年6月15日に開業した。かつては19丁目駅（現在は廃止）が終点だった。
駅は相対式ホーム2面2線で、改札内で両ホームの行き来は不可能である。ニューヨーク市地下鉄IND6番街線の同名の駅がある関係で、改札はホームより下にある（地下鉄駅はホーム階に改札がある）。また、地下鉄のB系統とD系統の急行列車は当駅の真下を通過する。

### 出口
全て地下鉄駅と共有している。
- 階段2つ、6番街と西23丁目の交差点北東、北行ホーム接続[4]。
- 階段2つ、6番街と西23丁目の交差点北西、南行ホーム接続[4]。
- 階段2つ、6番街と西23丁目の交差点南東、北行ホーム接続[4]。
- 階段2つ、6番街と西23丁目の交差点南西、南行ホーム接続[4]。

- 南東角の入口（2017年）
- 北東角の入口（2017年）
- 北東角の入口（2018年改装後）